# Système éducatif à Djibouti

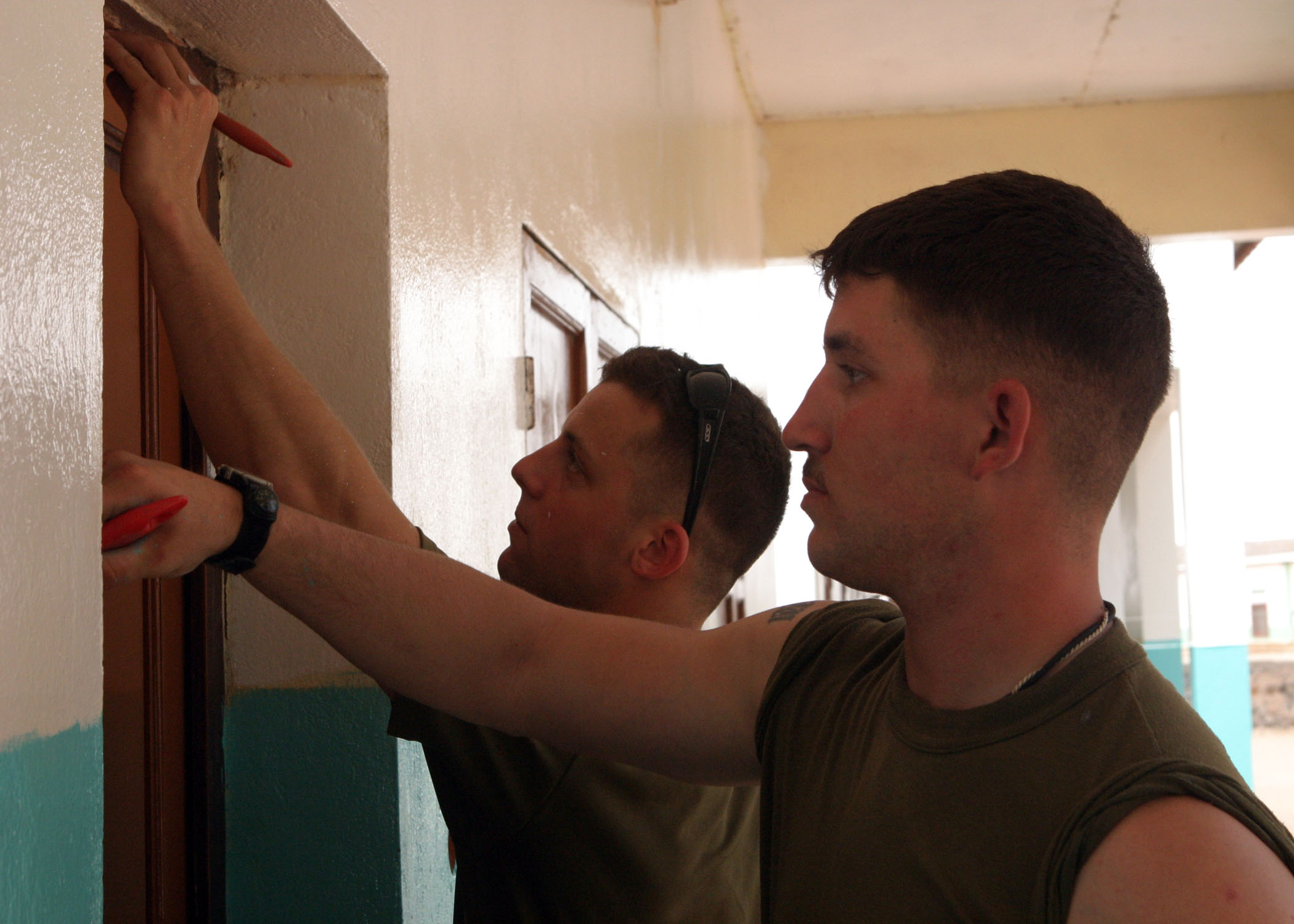
Système éducatif arabophone à Djibouti

Le système éducatif à Djibouti est principalement francophone, mais il existe une filière arabophone. Composé d'établissements publics et privés, il comprend des écoles maternelles jusqu'à une université créée en 2006.

## Présentation
Le système éducatif lui-même est centralisé, avec à sa tête le ministère de l'Éducation nationale (hors études supérieures). 
Parmi les grands principes du système éducatif djiboutien, se trouvent l'instruction obligatoire, mais aussi la gratuité, la laïcité et la neutralité en ce qui concerne l'enseignement public, ainsi que la liberté d'organiser et de dispenser un enseignement,. L'éducation est un droit. Le principe de gratuité concerne l'enseignement primaire public, puis l'enseignement secondaire. L'enseignement aujourd'hui est gratuit dans les écoles et établissements publics.

## Cursus
Le cursus secondaire aboutit au baccalauréat français délivré par l'académie de Bordeaux. Une «djiboutianisation» du cursus est en cours, qui devrait être achevée en 2017 avec un examen national. Au total, environ 6000 candidats se présentent au baccalauréat chaque année, dont la moitié l'obtient.

## Histoire
Depuis au moins le début du XIXe siècle, la ville de Tadjourah est un centre d'études islamiques. Les enseignants y sont en partie des femmes.
Les premiers établissements éducatifs à Djibouti sont créés par des missionnaires dès 1885, à Obock d'abord, puis à Djibouti. Ainsi en 1902, les Frères de l’Institut Saint-Gabriel ont une école. En 1906, l'Alliance française prend en charge l'école pour les garçons, les sœurs s'occupant des filles. La première école primaire publique est ouverte en 1922. Dans les années 1930, il existe une école hébraïque. En 1938, une école est créée pour les enfants des agents du chemin de fer franco-éthiopien.
À Tadjourah, la première école primaire est ouverte en 1932. En 1939, une école primaire est inaugurée à Dikhil et une école religieuse à Ali Sabieh.
En 1945, il y a quatre écoles primaires sur le territoire, dont deux dans le chef-lieu, et un établissement catholique. Il existe aussi des écoles coraniques,  qui précèdent l'entrée à l'école primaire où les enfants entrent vers 11 ans.
Après la Seconde Guerre mondiale, Saïd Ali Coubèche finance la création d'une école franco-musulmane. Il existe par ailleurs une école de frères (Charles de Foucauld), et une école des Sœurs franciscaines de Calais dans les années 1950.